# 왕우 (대홍려)
왕우(王禹, ? ~ ?)는 전한 후기의 관료이다.

## 행적
대사농·대홍려를 역임하였다.
오봉 2년(기원전 56년), 평간유왕이 죽자, 대홍려로서 평간유왕의 잘못을 들어 그가 후사를 둘 자격이 없다고 상주하였다.
| “ | 유원은 노비를 죽이고 아들은 알자를 죽여, 자사가 상주하였으니, 그 죄명이 명백합니다. 병이 들자 유명을 미리 내려 악공 노비들을 따라죽게 하고 협박해 자살한 사람이 16명이니 포학무도합니다. 춘추의 대의에 따르면 임금을 죽인 자의 아들은 마땅히 임금으로 세울 수 없습니다. 비록 유원이 복주되지 못하고 죽었으나, 후사를 세워서는 안 됩니다. | ” |

선제는 이를 옳게 여겨 평간나라를 폐지하였다.

## 출전
- 반고, 《한서》 권19하 백관공경표 下·권53 경십삼왕전